# 東京キネマ倶楽部
東京キネマ倶楽部（とうきょうキネマくらぶ、英語：TOKYO KINEMA CLUB）は、東京都台東区にあるイベントホール、ライブハウスである。

## 沿革・施設
かつて昭和時期に隆盛を誇ったグランドキャバレーのひとつ「ワールド」であった施設を、一部当時の設備を利用して2000年に、無声映画上映レストラン「東京キネマ倶楽部」としてオープン。
当時の弁士は飯田豊一、万朶るり子。
その後オーディションで山崎バニラや斎藤裕子が加わる。
大正時代のダンスホールを設定された施設はコンサート、パーティーなどのイベントスペースとして利用されており、特にコンサートが近年のメインとなっている。
2001年からは、毎年年末にEGO-WRAPPIN'によるライブ「Midnight Dejavu@東京キネマ倶楽部」が行われている。
2000年からは、東天紅「鳳凰の間」に代わる常打ち会場を探していたJWP女子プロレスが使用するようになり、以後各プロレス・格闘技団体も利用するようになった。
ステージフロアとなる5Fはスタンディングで600名程度、吹き抜けとなっている上階6Fは椅子席にて100名程度収容可能である。

## 交通
- 東日本旅客鉄道山手線鶯谷駅・東京地下鉄日比谷線入谷駅下車。